# Roberto Sosa (labdarúgó, 1935)
Roberto Eduardo Sosa (San Carlos, 1935. június 14. – 2008. június 27.) uruguayi válogatott labdarúgókapus.
Az uruguayi válogatott tagjaként részt vett az 1962-es és az 1966-os világbajnokságon, illetve az 1959-es Dél-amerikai bajnokságon.

## Sikerei, díjai
Nacional
- Uruguayi bajnok (5): 1955, 1956, 1957, 1963, 1966

Uruguay
- Dél-amerikai bajnok (1): 1959